# Rhytipterna simplex
A Rhytipterna simplex a madarak (Aves) osztályának verébalakúak (Passeriformes) rendjébe, ezen belül a nektármadárfélék (Nectariniidae) családjába tartozó faj.

## Rendszerezése
A fajt Martin Hinrich Carl Lichtenstein német orvos és zoológus írta le 1823-ban, a Muscicapa nembe Muscicapa simplex néven.

## Alfajai
- Rhytipterna simplex frederici (Bangs & T. E. Penard, 1918)
- Rhytipterna simplex simplex (Lichtenstein, 1823)[2]

## Előfordulása
Dél-Amerikában, Bolívia, Brazília, Ecuador, Francia Guyana, Guyana, Kolumbia, Peru, Suriname és Venezuela területén honos. 
Természetes élőhelyei a szubtrópusi vagy trópusi síkvidéki esőerdők. Állandó, nem vonuló faj.

## Megjelenése
Testhossza 21 centiméter, testtömege 33–38 gramm.
|  |

## Természetvédelmi helyzete
Az elterjedési területe rendkívül nagy, egyedszáma ugyan csökken, de még nem éri el a kritikus szintet. A Természetvédelmi Világszövetség Vörös listáján nem fenyegetett fajként szerepel.